# Marian Cholerek
Marian Cholerek (ur. 10 września 1946 w Bielsku) – polski reżyser filmów animowanych.
Ukończył Liceum Plastyczne w Bielsku-Białej, w latach 1969–1996 pracował w Studio Filmów Rysunkowych. Swą pracę w studiu zaczynał jako fazista przy produkcji bajki Bolek i Lolek, następnie już przy Przygodach Baltazara Gąbki został animatorem. Na początku lat 70. został zaangażowany przez Lechosława Marszałka do prac przy tworzeniu przygód Reksia, gdzie pracował jako reżyser.
Jest jednym z bohaterów książki Jerzego Armaty Anima. Mistrzowie polskiej animacji (wyd. EGoFILM, Warszawa 2025).

## Wybrana filmografia
- 1985: Bolek i Lolek w Europie (odc. Wyścig Renów)
- 1984: Bolek i Lolek w Europie (odc. W królestwie Posejdona)
- 1983: Olimpiada Bolka i Lolka (odc. Żeglarstwo)
- 1982: Odloty
- 1981: Oracz
- 1980: Wyprawa profesora Gąbki (odc. Śladem wielkiej rzeki, Powrót)
- 1979: Wyprawa profesora Gąbki (odc. W nasturcji, Zagrożenie)
- 1978: Wielka podróż Bolka i Lolka (odc. Pechowy statek), Wyprawa profesora Gąbki (odc. Tajemnicza noc)
- 1977: Pampalini łowca zwierząt (odc. Pampalini i grizzly)
- 1975: Zabawy Bolka i Lolka (odc. Gokarty)
- 1975: Strzelnica
- 1974: Reksio (odc. Reksio detektyw, Reksio pogromca, Reksio medalista)
- 1973: Reksio (odc. Reksio malarz)

## Wybrane nagrody
- 1983: Nagroda Specjalna „Srebrny Lajkonik” na Ogólnopolskim Festiwalu Filmów Krótkometrażowych w Krakowie za Odloty
- 1982: Wyróżnienie FIPRESCI na Międzynarodowym Festiwalu Filmów Krótkometrażowych w Krakowie za Oracz
- 1977: Nagroda Główna na Międzynarodowym Festiwalu Filmów Sportowych w Oberhausen za Strzelnica
- 1975: Nagroda dla filmu krótkometrażowego na Międzynarodowym Festiwalu Filmów Oświatowych w Teheranie za Strzelnica